# Копосово-Высоково
Копосово-Высоково — кладбище, расположенное в Сормовском районе Нижнего Новгорода.

## История
Кладбище было основано в 1941 году на пустыре близ строившегося тогда поселка Народный. Название связано с географическим положением погоста: между поселками Копосово и Высоково, входящими в состав Сормовского района г. Нижнего Новгорода.
В годы Великой Отечественной войны на кладбище «Копосово-Высоково» велись захоронения солдат, умерших от ран в эвакогоспитале № 2812, который располагался в здании средней школы № 156. На обелиске, установленном на братской могиле, выбиты 52 фамилии советских воинов, навеки оставшихся в сормовской земле.
Несколько раз кладбище несущественно расширялось в границах. Последнее увеличение территории произошло в 90-е гг. XX века. Тогда под захоронения была отдана поляна между садоводческим товариществом и автопарком.

## Современность
Некрополь состоит из 3 участков. В 2004 году Администрацией Нижнего Новгорода кладбище «Копосово-Высоково» было закрыто для захоронений. Допускаются только захоронения в семейные могилы.

## Известные люди, похороненные на кладбище «Копосово-Высоково»
- Анищенков, Николай Иванович — металлург завода «Красное Сормово», новатор производства, Герой Социалистического Труда, депутат Верховного Совета СССР 6 созыва[3].
- Жарков, Николай Сергеевич — российский судостроитель, генеральный директор ПАО «Завод „Красное Сормово“», Герой Труда Российской Федерации[4]
- Кулибин, Александр Яковлевич — советский велогонщик, мастер спорта международного класса, победитель Тура СССР (чемпион СССР по многодневной велогонке на шоссе)[5].
- Люкин, Александр Иванович — российский поэт, автор книг «Жизнь», «Беспокойство» и «Судьба», участник Великой Отечественной войны. О нём говорили как об одном из лучших поэтов Волги[6].
- Пайщиков, Вячеслав Васильевич — бригадир электросварщиков завода «Красное Сормово», новатор производства, Герой Социалистического Труда, дважды избирался депутатом Верховного Совета РСФСР[7].
- Чалов, Виктор Васильевич — начальник судомонтажного цеха завода «Красное Сормово», за личный творческий вклад и героический труд по созданию головных образцов новых подводных лодок для ВМФ СССР был удостоен Государственной премии СССР.
- Чкалов, Александр Алексеевич — двоюродный брат знаменитого лётчика В. П. Чкалова[8].
- Чкалова, Анастасия Алексеевна — двоюродная сестра знаменитого лётчика В. П. Чкалова, многодетная мать, награждена медалью Материнства 1-й степени[8].